# Thomas Dover
Thomas Dover (1660–1742), parfois appelé « Doctor Quicksilver », est un médecin anglais du XVIIe siècle. Il est connu surtout pour son médicament contre le rhume et la fièvre proposé en 1733, appelé « poudre de Dover », son action en faveur des pauvres à Bristol et son expédition de corsaire aux côtés de William Dampier et Woodes Rogers qui a permis le sauvetage d'Alexander Selkirk, naufragé qui a inspiré le personnage de  Robinson Crusoé.